# Plymouth (Michigan)
Pour les articles homonymes, voir Plymouth.
Plymouth est une ville située dans l’État américain du Michigan, dans le comté de Wayne. Elle est située à 26 km à l'ouest de Detroit, et à la même distance à l'est de Ann Arbor. Selon le recensement de 2000, sa population est de 9 022 habitants. La partie nord de la ville est construite l'emplacement de l'ancienne ville fantôme de Phoenix.

## Géographie
Selon le Bureau du recensement des États-Unis, la ville a une superficie totale de 5,75 km2, dont 5,72 km2 de terre et 0,03 km2 d'eau. Elle est située à 25,1 km à l'est d'Ann Arbor et à 42,3 km à l'ouest de Détroit, juste au sud de l'autoroute M-14 et à l'ouest de l'Interstate 275.

## Culture
La ville de Plymouth possède une variété de magasins et de restaurants autour de Kellogg Park, le centre-ville de facto. John's, un centre de conférence hôtelier et un centre de golf, est situé à Plymouth. La ville offre plus de cinquante programmes de loisirs pour tous les groupes d'âge, une patinoire de la taille de la NHL et douze parcs. Elle organise également des événements communautaires majeurs tels que le populaire festival d'automne, le spectacle de sculptures sur glace et l'Art in the Park, et l'accès au district scolaire de Plymouth-Canton, avec un complexe unique composé de trois lycées situés sur un campus de 1,23 km2 (305 acres) et qui est maintenant l'un des campus de lycée les plus peuplés du pays avec près de 6 500 étudiants et plus de 800 membres du corps enseignant. La compagnie théâtrale Barefoot Productions est située sur la rue principale.
Le Plymouth Ice Spectacular, le plus grand et le plus ancien festival de sculpture sur glace en Amérique du Nord, se tient chaque année à Plymouth à la fin du mois de janvier. Fondé en 1982 par Scott Lorenz, alors âgé de 25 ans, cet événement d'une durée d'un week-end attire en moyenne 500 000 personnes à Plymouth chaque année et a contribué à faire de la sculpture sur glace un événement compétitif de classe mondiale,.
Depuis 2008, Plymouth accueille la Green Street Fair, qui se tient chaque année en mai pendant un week-end. Avec des exposants et des activités sur le thème de l'environnement, cet événement est devenu une tradition annuelle. En 2011, environ 90 000 visiteurs ont assisté à l'événement.
"Art in the Park" de Plymouth est la deuxième plus grande foire d'art du Michigan. Les visiteurs apprécient Plymouth Art in the Park depuis son inauguration en 1980. Plymouth Art in the Park, fondée, dirigée et gérée par l'équipe mère-fille Dianne Quinn et Raychel Rork, a célébré sa 33e exposition en 2012. L'événement accueille chaque année plus de 450 artistes et 300 000 participants.
Une autre tradition/événement communautaire très populaire est le festival d'automne de Plymouth. Cet événement annuel a lieu le week-end suivant Labor Day. Le festival d'automne est un événement pour tous les âges, avec de nombreuses attractions et manèges.
Parmi les autres événements, citons "Music in the Air" de Plymouth, qui se tient tous les vendredis soir de juin à septembre, à partir de 19 heures environ, et qui présente un certain nombre de groupes interprétant une grande variété de musique. Le vieux village historique accueille des événements tels que "Bumpers Bikes and Bands", le "Old Village Restaurant Crawl", et le "Haunted Halloween" familial sur Liberty Street. Le Old Village est situé sur le côté nord de Plymouth et borde le parc Hines.

## Galerie

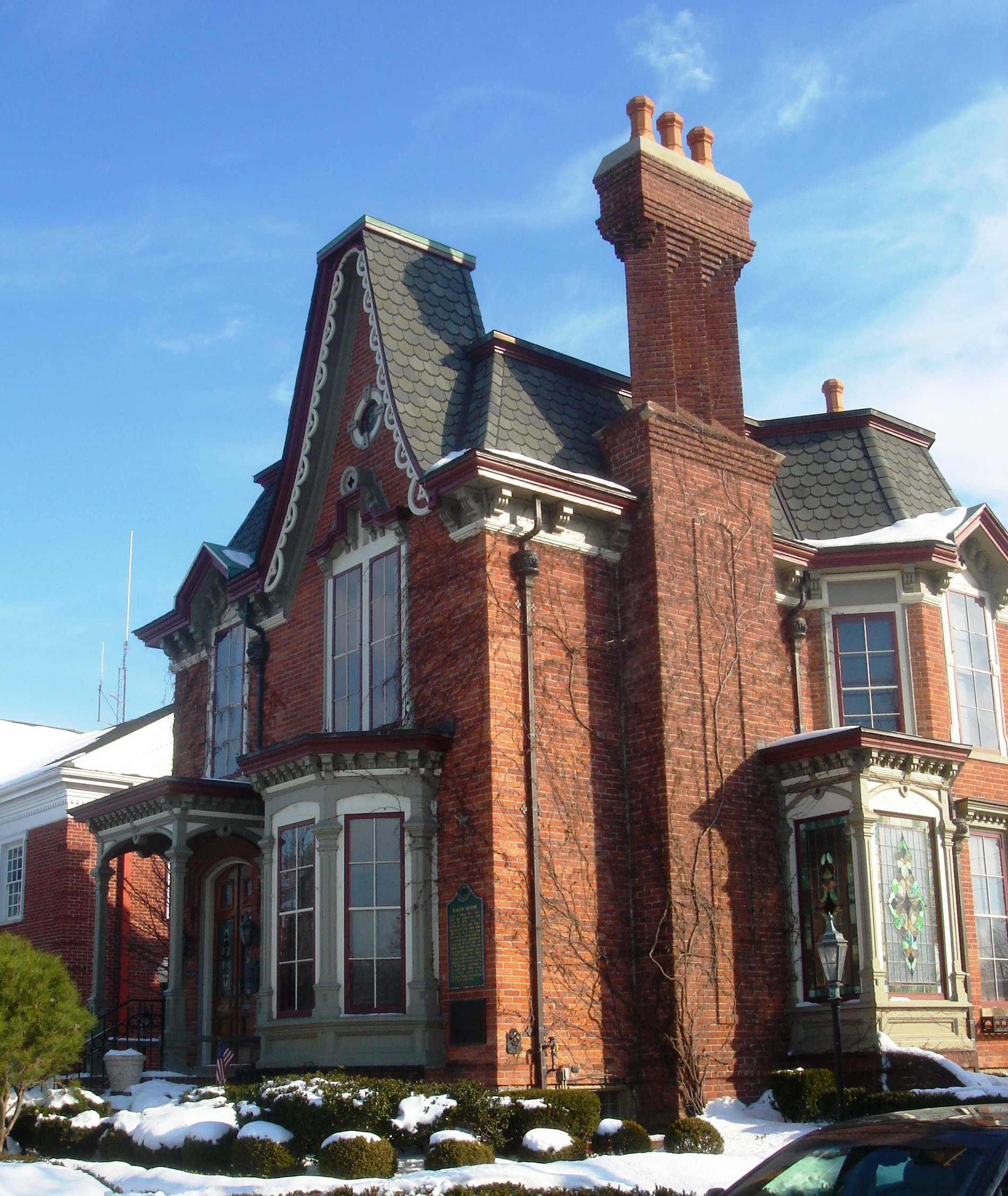
Henry W. Baker House (en)
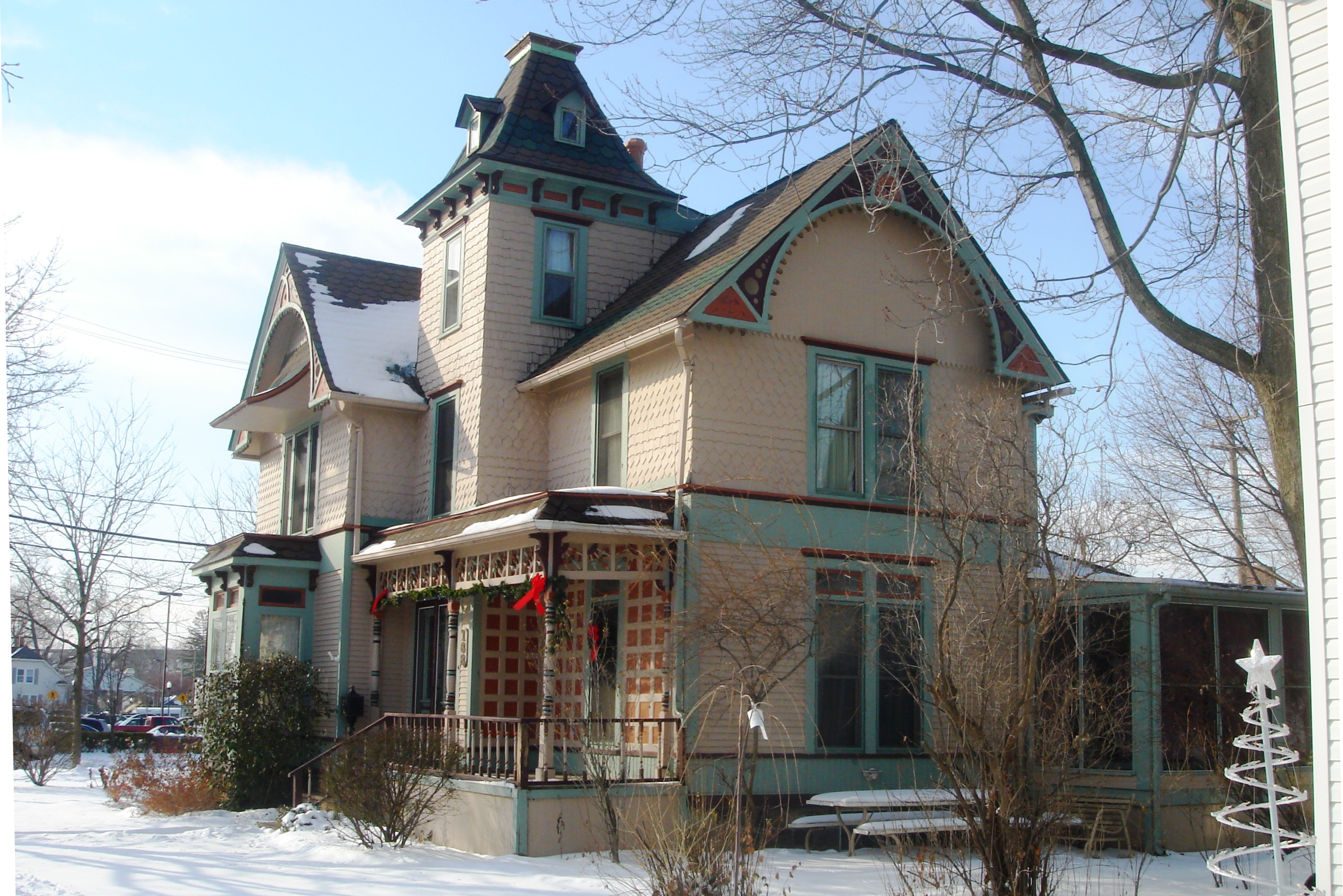
Charles G. Curtiss Sr. House (en)
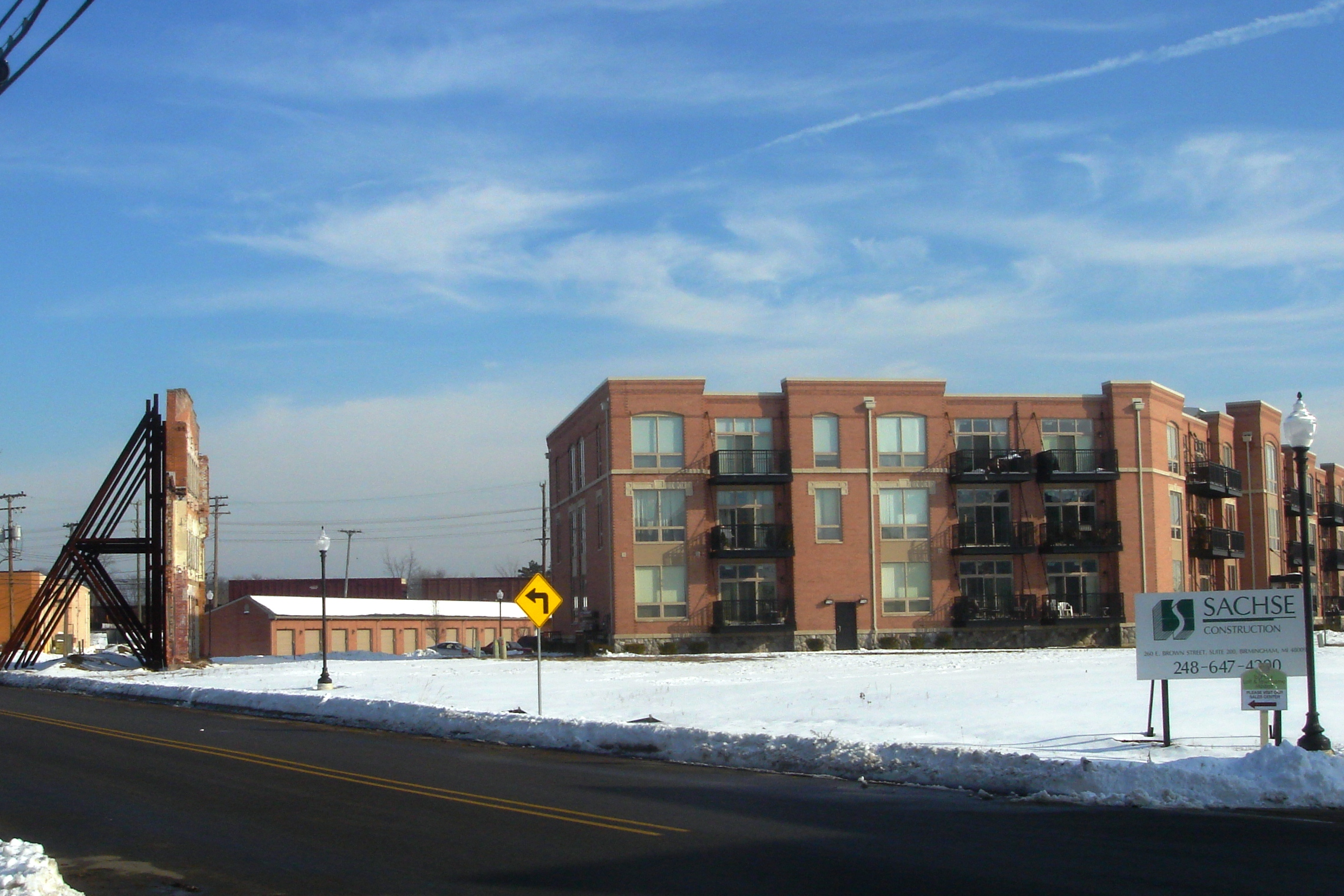
Condos Daisy Square
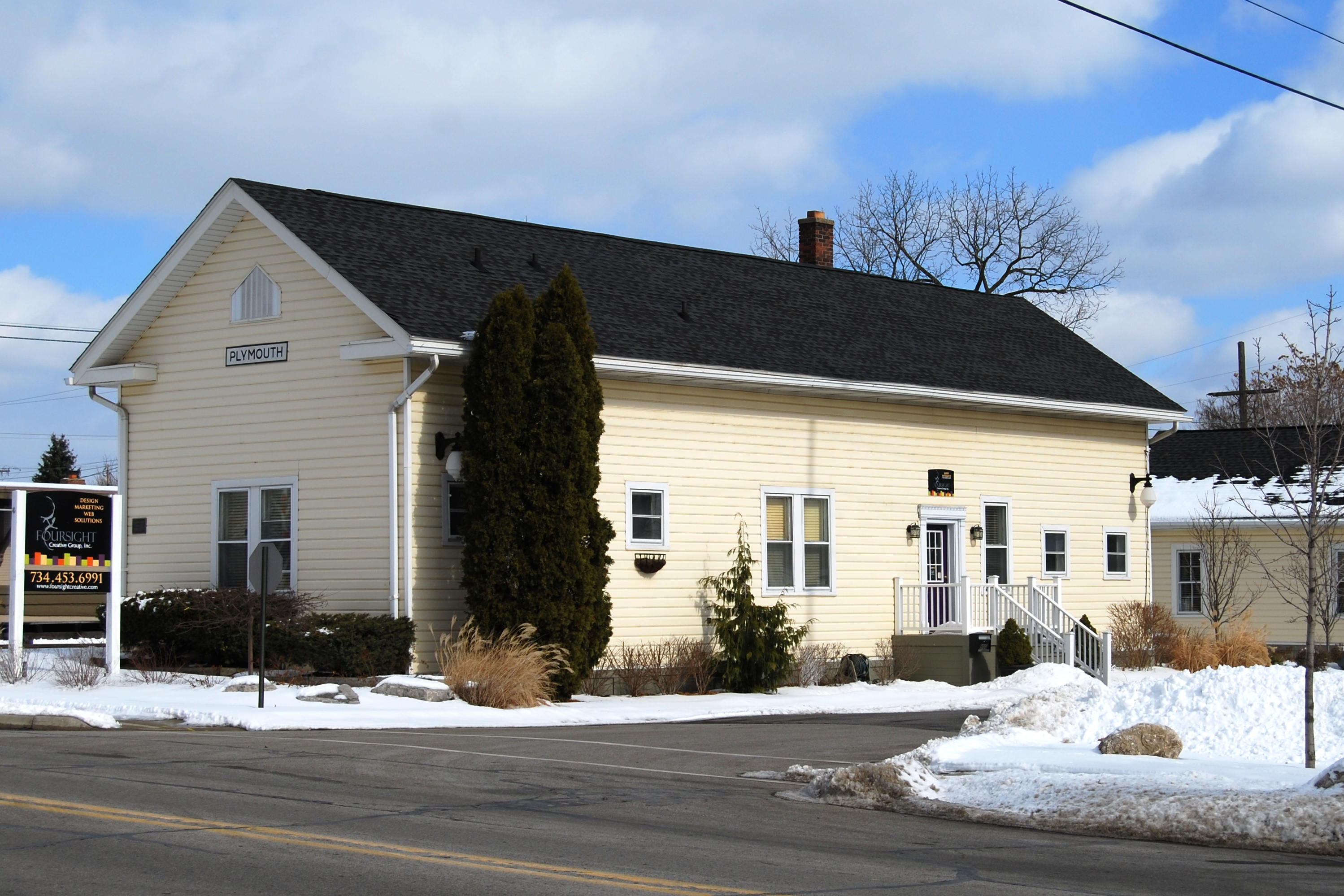
Le dépôt de trains du vieux village historique
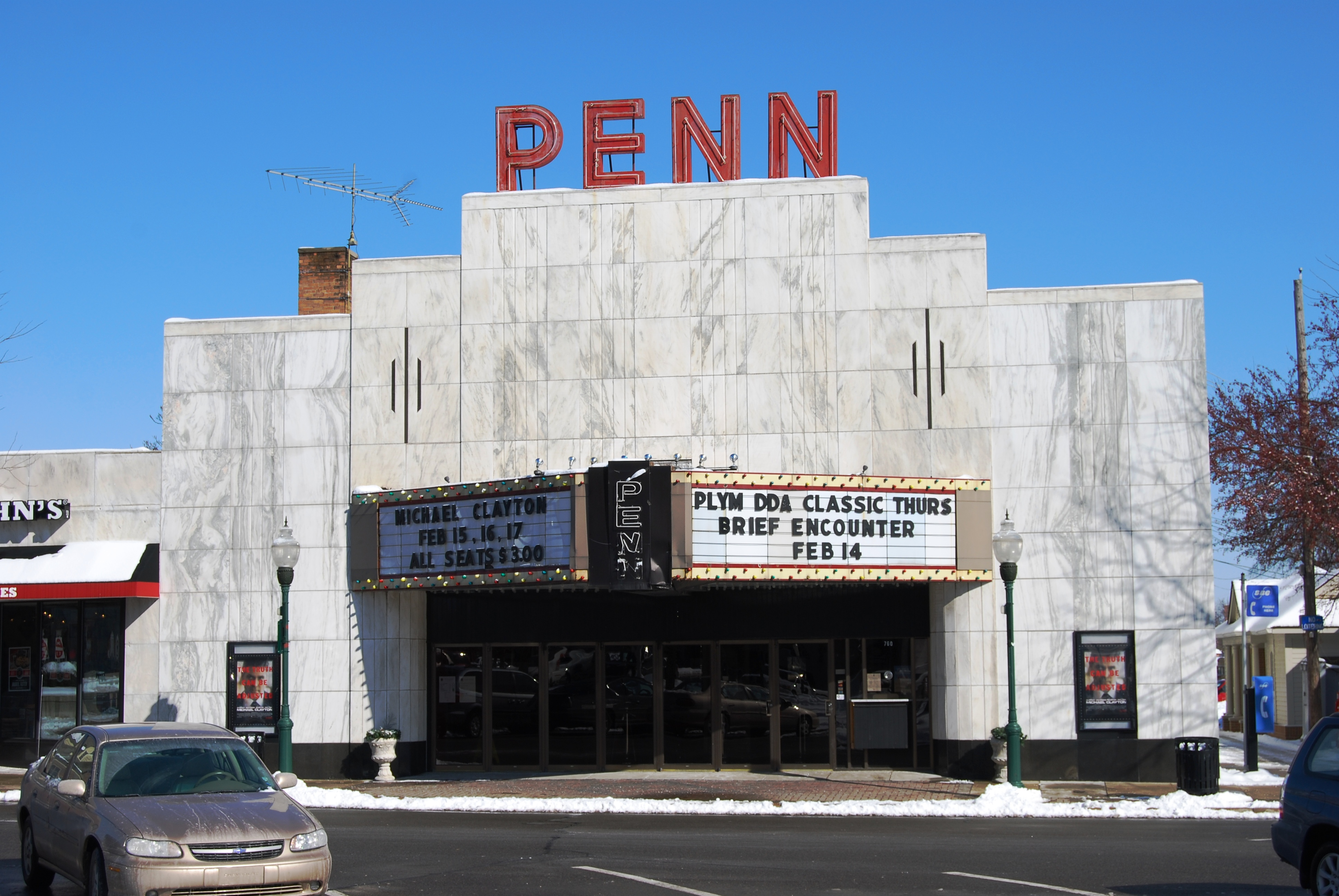
Théâtre Penn